# 小行星2272
小行星2272（2272 Montezuma）是一颗围绕太阳公转的小行星。1972年3月16日，湯姆·赫雷爾斯在帕洛马山发现了此天体。
該小行星以阿茲特克帝國君主蒙特蘇馬二世命名。
这颗小行星的绝对星等为278.1165228597132等。